# Палмер-Сикелианос, Ева
Е́ва Па́лмер-Сикелиано́с (англ. Eva Palmer-Sikelianos, греч. Εύα Πάλμερ-Σικελιανού; 9 января 1874, Грамерси, Нью-Йорк — 4 июня 1952, Дельфы, Фокида) — американка, увлечённая изучением и пропагандой греческой культуры — античного театра, музыки, танца, ручного ткачества. Художественные начинания Евы Палмер пересекались с творческими поисками её знаменитых современников — американских новаторов свободного танца Айседоры Дункан и Теда Шона, французских писательниц Колетт, Натали Барни и актрисы Сары Бернар. Вместе со своим мужем, греческим поэтом и драматургом Ангелосом Сикелианосом Ева Палмер была инициатором и организатором двух Дельфийских фестивалей на археологической территории в Дельфах.

## Ранний период
Ева Палмер, родившаяся 9 января 1874 года в нью-йоркском районе Грамерси, стала пятым ребёнком в очень богатой семье бизнесменов и интеллектуалов. Её родители Кортленд Палмер и Катрин Беннет поддерживали либеральное мышление, нетрадиционное образование и свободное исследование музыки, театра, литературы. Ева вспоминала о встречах «Клуба девятнадцатого века», которые в их доме устраивал глава семьи, где знаменитые личности высказывали различные, иногда противоположные, взгляды на мораль, культуру и политику. Ева росла в окружении известных писателей, художников, философов, музыкантов и прогрессивных реформистов. В колледже она учила древнегреческий язык и получала музыкальное образование.
Отец скоропостижно скончался от аппендицита, когда Еве было 14 лет. Мать вскоре вступила в новый брак с хирургом и радиологом Робертом Аббе.
Летом 1893 года во время отдыха с семьёй на отрове Маунт-Десерт в Бар-Харборе, штат Мэн, Ева Палмер познакомилась с Натали Барни на почве их общего интереса к поэзии, литературе и к верховой езде. Натали говорила, что Ева напоминает ей средневековую девственницу с пышными рыжими волосами и глазами цвета морской волны. Они стали близкими подругами, а позднее одно время жили вместе в парижской квартире.
Сёстры и братья оказывали на Еву сильное влияние, особенно названный в честь отца Кортленд Палмер-младший. Он был вундеркиндом, играл на фортепьяно по памяти множество произведений всемирно известных композиторов. Поскольку музыка была неотъемлемой частью жизни матери, все дети в семье росли музыкально образованными. Ева увлекалась музыкой Древней Греции. Она посещала разные школы-интернаты, в Брин-Мор-колледже изучала литературу и театральные искусства. Но прервала обучение в Америке, чтобы в Европе продолжить своё образование самостоятельно — по примеру брата, уехавшего в Рим.

## Париж
Для обучения в Европе Ева выбрала Париж. Поселилась в его западном пригороде Нёйи-сюр-Сен и отводила много времени освоению беглого французского языка. Она посещала театры, а на праздниках у Натали Барни участвовала в импровизированных спектаклях, например, вместе с Колетт в инсценировке «Диалога на закате солнца» (фр. Dialogue au Soleil Couchant) Пьера Луиса. Там она познакомилась с Сарой Бернар, которую тоже приглашали выступить на сцене. Когда Ева была с краткой поездкой в Лондоне, её звали в театральную труппу миссис Патрик Кэмпбелл, но выдвинутые условия Палмер не устроили.

## Греция

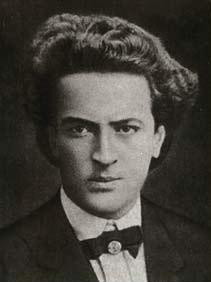
Поэт и драматург Ангелос Сикелианос (1884—1951)

В Париже Ева сдружилась с молодой семейной парой — Рэймондом Дунканом, братом знаменитой танцовщицы Айседоры Дункан и его женой Пенелопой Сикелианоу, сестрой греческого поэта Ангелоса Сикелианоса. Вместе с Рэймондом и Пенелопой Ева перебралась из Парижа в греческие предгорья Имитоса к востоку от Афин, где у супругов Дункан был семейный дом, точнее его недостроенное здание. Именно здесь Пенелопа познакомила Еву со своим братом Ангелосом Сикелианосом. Языковой барьер не помешал Еве беседовать с поэтом на разные темы, что живо напоминало ей о дискуссиях в родном доме при жизни отца. Обмениваясь мнениями о культуре Древней Греции, Ангелос и Ева обнаружили общее стремление возродить Дельфийскую идею объединения людей с помощью искусства, музыки и театра.
Для углубленного обсуждения этих планов Ева переехала с Ангелосом на его прародину в Лефкас. Зная о повышенном интересе Евы к домотканным одеяниям греческих женщин, Ангелос построил для неё ткацкий станок.
В 1907 году Палмер и Сикелианос посетили Америку, где столкнулись с неожиданным интересом прессы к богатой наследнице отцовского бизнеса и к её экстравагантной манере одеваться. Ева, однако, сторонилась повышенного внимания и возмущалась ложью написанных о ней историй. Целью их визита было знакомство Ангелоса с матерью Евы накануне женитьбы, которая состоялась 9 сентября 1907 года в Бар-Харборе. Фамилия Евы с этого времени стала Палмер-Сикелианос. Вернувшись в Грецию, молодожёны поселились в Афинах, где родился их сын Глафкос (греч. Γλαύκος).
Проводя каникулы в небольшой семейной резиденции на Лефкасе, Ева начала изучать греческую церковною музыку и её графическую запись по системе известного композитора, византолога, музыковеда и педагога Константина Псачоса, которого Патриарх Константинопольский назвал «Великим Учителем музыки Великой Церкви Христовой». Изучение нотации византийских церковных песнопений привело Еву к желанию сформировать школу, целью которой станет сохранение греческой коренной музыки. Для обучения старинной музыке она финансировала в 1924 году изготовление фисгармонии немецкой фирмой G. F. Steinmeyer & Co.. Константин Псачос в честь Палмер присвоил имя «Пангармоника Евы» (лат. Evion Panharmonium) инструменту, прибывшему в Грецию из Германии.
Близкий друг Ангелоса Сикелианоса греческий эссеист, романист и филолог Такис Димопоулос в статье «Поэт и Ева» назвал судьбоносным увлечение семейной пары возрождением Дельфийской идеи,
что привело их к реализации своих планов в Дельфийских фестивалях.

## Первый Дельфийский фестиваль

Афиша Дельфийского фестиваля 1927 года

За три года до открытия первого Дельфийского фестиваля началась его подготовка, для которой требовалась поддержка греческого правительства, учебных заведений, меценатов. Однако, главным реальным спонсором оставалась Ева Палмер, имевшая возможность брать кредиты под отцовское наследство. Большие финансовые расходы потребовались для создания необходимой сферы услуг. Пришлось строить дорогу из Итеи в Дельфы, обеспечивать прокат транспорта, включая водный, возводить отели для гостей. К открытию были напечатаны афиши, разосланы приглашения многим представителям международной прессы и известным личностям Европы и Америки, среди которых был эксперт-археолог Эрнст Бушор.
Кульминацией праздника Ева планировала сделать представление трагедии Эсхила «Прикованный Прометей» на фоне развалин античного театра в Дельфах. Она сама без устали работала с участниками спектакля, предлагала свои эскизи и модели, шила костюмы. Константин Псачос, приглашённый к созданию музыки для спектакля, настоял на включении в него сопровождающего оркестра, с чем Ева сначала не соглашалась, считая важным сохранить подлинность античного представления.
Атлетические соревнования во время фестиваля проходили на дельфийском стадионе. Особенностью спортивных выступлений был танец одетых в доспехи мужчин, что требовало создания бутафорских шлемов, мечей, копий и др. Активную помощь в этом неожиданно оказал Еве Палмер военный министр греческого правительства того времени
Александрос Мазаракис-Эниан.
Во время фестиваля были экскурсии и лекции, была возможность ближе познакомиться с разнообразными местными художественными ремёслами — керамикой, ткачеством и т. п..
Театральный спектакль и спортивные соревнования записывал на плёнку греческий кинематографист Димитриос Газиадис. Созданный в 1927 году фильм под названием «Прометей в цепях» (англ. Prometheus in Chains) был воспроизведён в 1971 году.
Празднества, проходившие с 9 по 11 мая 1927 года, вызвали восхищение большей части зрителей. Однако высказывался и скептицизм со стороны греческих критиков.

## Второй Дельфийский фестиваль
Для погашения финансовых долгов после первого Дельфийского фестиваля и для подготовки второго греческие власти собирались объявить «Дельфийскую лотерею» (греч. Δελφικού Λαχείου), но реализовать эту инициативу не удалось.
Разочарованная неудачей, Ева Палмер отправилась примерно на год в Америку, где читала лекции в различных колледжах, публиковала статьи, посвящённые фестивалю и Дельфийской идее. Её приглашали провести курс театрально-музыкальной культуры Древней Греции в Йельском университете, но Ева уехала в Европу, сначала пробыла некоторое время в Париже, а в 1929 году возвратилась в Грецию, чтобы готовить проведение следующего фестиваля, финансированием которого она опять была вынуждена заниматься сама.
Второй Дельфийский фестиваль проходил с 3 по 15 мая 1930 года. На этот раз в античном театре инсценировали другую трагедию Эсхила «Просительницы», в которой ведущую роль играл хор.
После успеха фестиваля 1927 года появилось много местных волонтёров. Министерство национальной обороны Греции активно содействовало Еве Палмер как при отборе участников спортивных соревнований, так и при подготовке спектакля, включая набор 50 исполнителей для хора, а также помощников при создании декораций и костюмов.
В целом греческое правительство больше интересовало не возрождение Дельфийской идеи, а коммерческий успех от притока туристов и экспорта изделий местных ремёсел.

## Реакция и последствия
Важное гуманитарное значение двух Дельфийских фестивалей отмечалось многими авторами статей, опубликованных в разных странах мира. Однако в самой Греции чаще высказывался скепсис. «И что только мы не слышали! — сообщалось в одной из афинских газет, — Университеты в Дельфах! Культурный центр в Дельфах! Идеализм без границ и буйство фантазии…».
Газета «Радикал» 5 мая 1930 года в пролетарской колонке «Жизнь и искусство» упрекала организаторов в буржуазности, сравнивала Ангелоса с Муссолини, приписывала ему мечту стать самим Аполлоном, а Еву превратить в Пифию и посадить на золотой трон.
Для дальнейшей совместной жизни Евы и Ангелоса организация двух фестивалей имела печальные последствия, экономические затраты привели почти к банкротству, их семейный союз через некоторое время распался. В 1934 году брак был расторгнут, но они остались близкими друзьями и продолжали переписку.

## Америка
Снова вернувшись из Греции в Америку, Ева возобновила свои контакты с театром. В Нью-Йорке её пригласили в федеральный театральный проект, который с помощью художников, писателей и режиссёров поддерживал «Новый курс», проводимый администрацией Франклина Рузвельта для выхода из экономического кризиса в период великой депрессии. В рамках этого проекта Ева пыталась поставить трагедию Эсхила «Персы» в соответствии с древнегреческими идеалами, полагая что певцы и танцоры помогут донести до американцев принципы Дельфийской идеи. Она также была вовлечена в создание рождественского спектакля по мотивам комедий Аристофана. Но ни одно из этих усилий не принесло своих плодов, и её уволили из проекта.
Когда Еве Палмер пришлось из-за пневмонии соблюдать постельный режим, она вела активную переписку с друзьями и родственниками, занималась самоанализом, какое-то время оставалась со своим другом в Гринвиче (Коннектикут).
В январе 1939 года Ева начала работу с мужской танцевальной группой Теда Шона в
Вашингтон Ирвинг Кампусе.
Весной 1952 года с надеждой провести третий фестиваль Ева Палмер из Америки вновь прилетела в Грецию. Однако через две недели после прибытия у неё случился инсульт во время посещения театрального представления в Дельфах. Она скончалась 4 июня на 78 году жизни и была похоронена в Дельфах, что отвечало её пожеланиям.

## Автобиография
Автобиографию Ева Палмер назвала «Восходящая паника». Как отмечает редактировавший книгу профессор Южно-Флоридского университета Джон П. Антон (англ. John P. Anton), слово «паника» в названии не связано с паническим страхом. Созданное Евой непривычное словосочетание подразумевает нарастание возбуждения к моменту кульминации в трагической драме, музыке и танце.
Ева хорошо знала греческую мифологию, согласно которой Пан не только пугал людей своими криками, если они мешали ему спать. Музыкально одарённый бог лесов, охотников и пастухов Пан родился с козлиными ногами, рогами и длинной бородой, что очень развеселило олимпийцев. Но рос Пан не среди богов Олимпа, а на природе, где водил хороводы с нимфами и менадами — почитательницами Диониса. По одному из преданий, он считается изобретателем свирели. Известен также миф о музыкальном состязании Пана с самим покровителем искусств Аполлоном, покорившим всех своей игрой на кифаре. Только мифический Мидас восхвалял скромную свирель Пана, за что оскорблённый бог-кифаред наградил его ослиными ушами.
Ева начала писать автобиографию в 1938 году и продолжала в 1948. Книгу можно условно разделить на две части. Первая — традиционно автобиографическая с воспоминаниями о семье, детстве и молодости. Вторая посвящена Дельфийским фестивалям и более позднему опыту работы в Америке, а также теоретическим эссе.

## Наследие

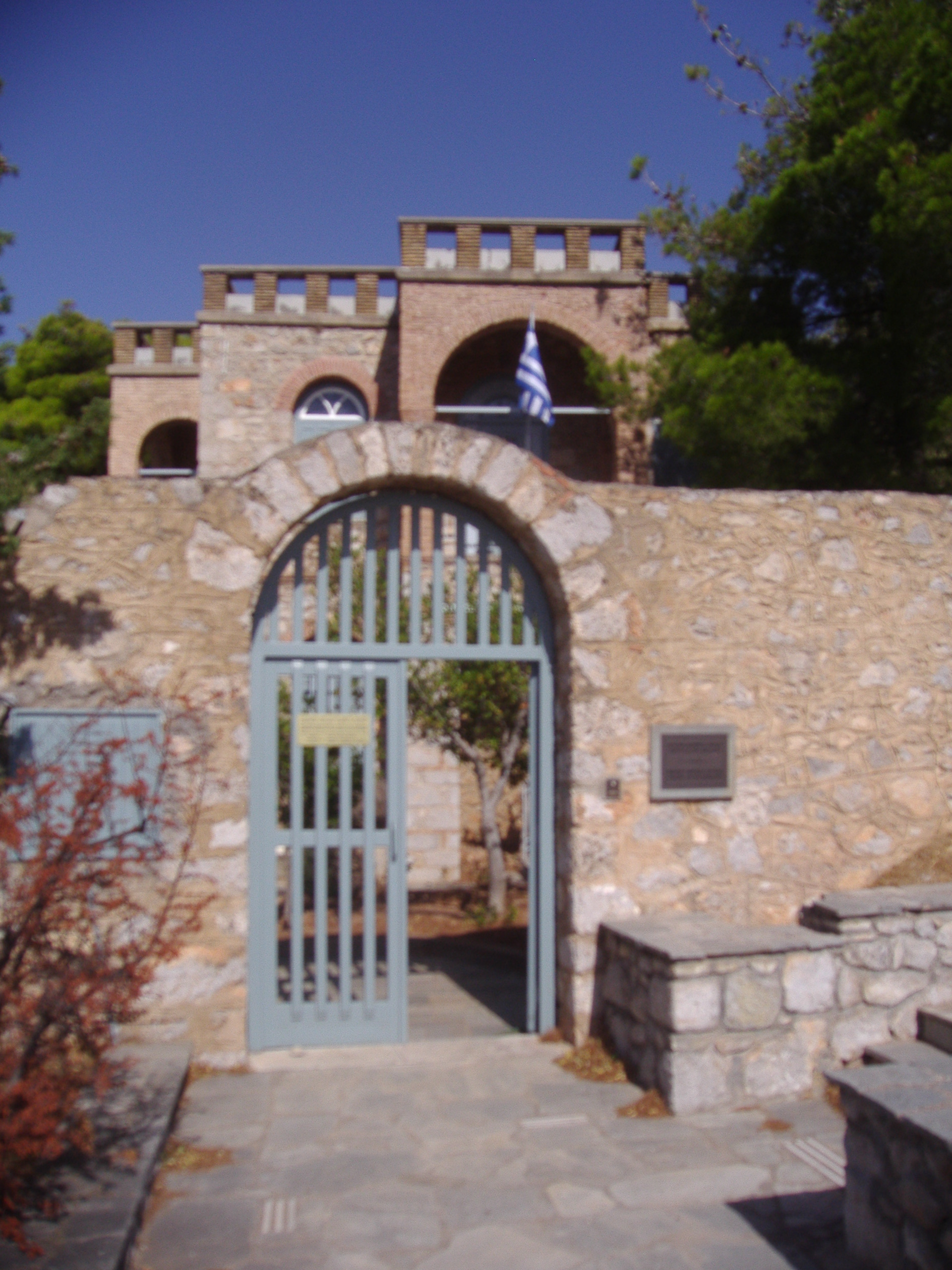
Музей Дельфийских фестивалей, фото 2008 года

Через полвека после первого Дельфийского фестиваля по инициативе президента страны Константиноса Караманлиса в 1977 году был основан Европейский культурный центр в Дельфах.
Дом Ангелоса и Евы при поддержке муниципалитета города превращён в музей Дельфийских фестивалей, где собраны ценные экспонаты — рукописи, фотографии, костюмы, утварь и так далее.
Дельфийская идея своё дальнейшее распространение получила в конце XX века после создания сначала Международного общества «Musica Magna International» (MMI), а затем Международного Дельфийского совета.